# Maria Helena Semedo
Maria Helena Semedo (29 de mayo de 1959) es una economista y política caboverdiana. Es la subdirectora de la Organización de las Naciones Unidas para la Alimentación y la Agricultura.

## Biografía
Semedo nació el 29 de mayo de 1959 en Cabo Verde. Se graduó en Economía en el Instituto Superior de Economía y Gestión en Lisboa, Portugal. Semedo está casada. Habla portugués, francés, inglés y español. En diciembre de 2015, mientras estaba en Kenia, contrajo el virus Zika aunque se recuperó.

## Carrera
Semedo inició con su carrera como economista en 1984 en el Departamento de Organización del Ministerio de Planificación y Desarrollo de Cabo Verde. Entre 1986 y 1991 trabajó para el Banco de Cabo Verde como Secretaria de Estado para los Pescadores. En las primeras elecciones en Cabo Verde, celebradas el 13 de enero de 1991, Semedo fue elegida parlamentaria por el MPD (Movimiento por la Democracia), conviriténdose así en una de las dos primeras mujeres en entrar en el gobierno caboverdiano. Formó parte del Ministerio de Planificación y Cooperación de 1991 a 1993.
En 1993, Semedo fue nombrada ministra de Pescadores, Agricultura y Desarrollo Rural, convirtiéndose  en la primera ministra del gobierno de Cabo Verde. En 1995, pasó a ser Ministra de Asuntos Marítimos, y en 1998 Ministra de Turismo. Fue elegida para la Asamblea Nacional de su país en 2001 y hasta 2003. Durante este período fue vicepresidenta de la Comisión Económica para África de las Naciones Unidas.
En 2003 se convirtió en representante de la FAO en Níger y en 2008 fue nombrada Representante Regional Adjunta para África. Un año después, se convirtió en Subdirectora General en la oficina regional para África en Acra, Ghana. En junio de 2013, José Graziano da Silva, director general de la FAO, la nombró directora general adjunta y coordinadora de los Recursos Naturales.
En un discurso en Roma en 2014, Semedo señaló que si las tasas actuales de degradación del suelo continuaban, la capa superior del suelo de todo el mundo podría desaparecer en 60 años. En 2015, afirmó que la agricultura a menudo se entiende como una amenaza en la lucha contra el cambio climático, pero que el sector necesitaba "integrarse en las políticas climáticas". En la firma del Acuerdo de París en 2016, Semedo habló sobre el papel crucial que puede desempeñar la agricultura para abordar el cambio climático, así como la pobreza y el hambre. En enero de 2017, pidió una respuesta inmediata a la sequía en el Cuerno de África, y afirmó, ante un panel en la 28.ª Cumbre de la Unión Africana en Adís Abeba: «La magnitud de la situación exige una acción y coordinación a mayor escala tanto a nivel nacional como regional».

## Reconocimientos
- Orden del Níger por su "servicio distinguido en el campo de la agricultura", mayo de 2008.[2]

## Publicaciones
- Semedo, Maria Helena (30 de julio de 2010). «Human catastrophe looming». Mail and Guardian.
- Semedo, Maria Helena (2012). «Message to Readers». Nature and Faune 26 (2): 1-2.
- Semedo, Maria Helena (26 de noviembre de 2015). «Global Bioeconomy Summit Statement». Archivado desde el original el 9 de mayo de 2018. Consultado el 15 de mayo de 2020.